# Ctenomys conoveri
Ctenomys conoveri är en däggdjursart som beskrevs av Wilfred Hudson Osgood 1946. Ctenomys conoveri ingår i släktet kamråttor och familjen buskråttor. IUCN kategoriserar arten globalt som livskraftig. Inga underarter finns listade i Catalogue of Life.
Denna gnagare förekommer i Bolivia och Paraguay i slättlandet Gran Chaco. Utbredningsområdet ligger 175 till 400 meter över havet. Arten har inte registrerats i Argentina men den kan förekomma där. Ctenomys conoveri lever främst i buskskogar och den kan anpassa sig till odlingsmark. Individerna äter växtdelar som rötter och jordstam.
Kroppslängden (huvud och bål) är 24 till 33 cm, svanslängden är 9 till 14 cm och den genomsnittliga vikten är 900 g. Ctenomys conoveri kännetecknas av en robust kropp och ett stort huvud. Den har särskilt små yttre öron och klor vid fingrar och tår för att gräva i marken. En anpassning till ett grävande levnadssätt är även borstiga hår vid fötternas kanter som liknar en kam. Ovansidan är täckt av tjock gråbrun päls och längs ryggens mittlinje finns en otydlig mörk strimma. Arten har gulbruna kinder och regionen kring munnen och hakan är vit. På undersidan förekommer gulaktig päls.
Tandformeln är I 1/1, C 0/0, P 1/1, M 3/3, alltså 20 tänder i hela tanduppsättningen. Framtänderna är särskilt stora med orange tandemalj. På deras framsida finns två djupa rännor samt tre smala rännor i mitten.
Honor har en kull per år. Allmänt antas fortplantningssättet vara lika som hos andra kamråttor.